# 聶德權
聶德權，GBS，JP（1964年7月8日—），廣東恩平人，前任香港主要官員，香港公務員政務官出身，曾擔任公務員事務局前局長、政制及內地事務局前局長和食物及衛生局常任秘書長，現時擔任香港大學政治與公共行政學系客座教授。

## 簡歷
聶德權祖籍廣東恩平，早年在九龍坪石邨長大，在1971年至1976年期間就讀深水埗聖方濟各英文小學，在1976年至1983年期間就讀觀塘瑪利諾書院，其後在1986年於香港大學取得社會科學學士(經濟)學位。在校期間曾任社會科學學會幹事及主席一職。
1986年8月，他加入香港政府政務職系，第一個崗位是元朗助理政務專員。他曾於1990至1991年於牛津大學學習，在2001年獲哈佛大學肯尼迪政府學院公共行政碩士學位，並於2005年4月於中國國家行政學院完成培訓課程。聶德權曾在多個決策局及部門服務，包括前政務總署、前副布政司辦公室、前工商科、前財政科、前公務員事務科、前貿易署及行政長官辦公室等。
2009年8月15日，聶德權被委任為社會福利署署長，接替退休的余志穩。他在任期間積極工作，曾多次探訪社會上的福利團體與代表香港前往澳門及廣州、深圳等地交流福利政策等。因此，其勤奮作風獲各黨派讚賞，亦獲時任政務司司長林鄭月娥所欣賞，並於2013年6月至12月間特別調任為政務司司長私人辦公室專員（特別職務），與她共同專責處理人口政策。2014年2月至2016年7月間，聶德權改任政府新聞處處長，在任期間與傳媒建立良好關係。2016年7月至2017年6月間，聶德權改任食物及衞生局常任秘書長，亦與各黨派有商有量，政圈風評不俗。
2017年6月，聶德權獲國務院委任為政制及內地事務局局長。並接替離任譚志源，時任政制及內地事務局局長譚志源指出，聶德權曾在駐京辦工作過，相當了解內地情況，擔任新聞處處長時也有參與政改工作，由他接任局長是深得人心支持。在個人資產方面，他在內地、香港及英國共持有5個物業，其中1個在新界區自用，英國有1個出租物業；另外3個都在內地，其中兩個在中山，1個位於杭州，是眾多升任問責局長的常任秘書長中最多。在同月21日舉行的林鄭月娥新內閣記者會中，聶德權表示會在未來五年將以謙遜、務實、坦誠的態度，細心聆聽各方聲音，收窄分歧。在極具爭議性的重啟政改議題上，他指出重啟必須要有有利氛圍，如要改變特首和立法會的產生辦法等，亦要得到中央人民政府（國務院）、立法會和行政長官的共識，所以他上任後首要工作是和不同持份者溝通，「幾時得（重啟政改）唔係我一個人話事」。2017年7月1日，聶德權正式就任政制及內地事務局局長。
2020年4月21日，有消息指出，聶德權將會轉任公務員事務局局長，而曾與聶德權一同負責接載湖北省滯留港人，現在的入境事務處處長曾國衛則會接任政制及內地事務局局長。4月22日，國務院根據時任行政長官林鄭月娥的提名和建議，正式免去聶德權的政制及內地事務局局長職務，由曾國衛接替。聶德權將會接任公務員事務局局長，接替離任的羅智光。
2020年9月，負責統籌全民檢測計劃的聶德權，繼續呼籲香港市民參與病毒檢測，又提到，如果市民希望出遊，如到日本、外地及內地等地方，越多人參與檢測計劃就越好，有助港府與其他地區的政府商討「旅遊氣泡」計劃。
2022年6月30日，聶德權所擔任之公務員事務局局長交棒予楊何蓓茵，離開政府後的聶德權，亦由此重返香港大學，並正式任職政治與公共行政學系客座教授，以及出任香港中文大學社會科學院榮譽退休教授等。

## 公務要職生涯
- 2001年7月至2004年7月：前衞生及福利局副局長（後改稱衞生福利及食物局副秘書長（安老服務），在2002年6月曾署理衞生福利局局長[24]）
- 2004年8月至2006年9月：駐北京辦事處副主任
- 2006年11月至2009年7月：衞生福利及食物局副秘書長（衞生）（後改稱食物及衞生局副秘書長（衞生），期間在2007年4月晉升為首長級乙一級政務官/D4）
- 2009年8月15日至2013年6月：社會福利署署長（期間在2011年4月晉升為首長級甲級政務官/D6）
- 2013年6月至12月：政務司司長私人辦公室專員（特別職務）
- 2014年2月24日至2016年7月5日：政府新聞處處長[25]
- 2016年7月6日至2017年6月30日：食物及衞生局常任秘書長（衞生）[26]
- 2017年7月1日至2020年4月22日：政制及內地事務局局長
- 2020年4月22日至2022年6月30日：公務員事務局局长
- 2022年7月1日至今：香港大學兼任榮休教授

## 爭議

### 被指偷步買樓
聶德權家人於2019年施政報告發表約一個月前，購買深水埗區兩個住宅樓花，被質疑可能因為施政報告刺激樓市措施受惠。聶德權其後稱家人全權擁有物業，自己沒有參與交易決定，亦沒有參與制定施政報告中房屋政策，而自己和家人亦沒有受惠。他指出已按既定程序依時申報利益，對於可能招致公眾負面觀感致歉。

### 港公僕亦是中國特區公僕
2020年6月7日，聶德權出席民建聯舉辦的活動時說，公務員是特區政府主要骨幹，要向特首及特區政府「絕對忠誠」。在一國兩制下，香港公務員是特區政府公務人員，也是「中華人民共和國香港特別行政區政府的公務員」，公務員執行職務時要考慮此兩重身分。他表示未來會加強公務員對國家觀念及意識，特別是掌握《基本法》及《憲法》的憲制秩序。公務員工會聯合會總幹事梁籌庭表示，有關說法會讓公務員無所適從，公務員只希望服務香港市民。而《公務員守則》沒有提及公務員不可批評政府，認為聶德權說法是要求公務員全日遵守《守則》。有公務員工會表示 該說法不在公務員守則，要求政府交代出處。

## 軼事

### 會見傳媒時經常手震
2020年4月23日，聶德權於立法會綜合大樓見記者，以英文回覆有關《香港基本法》第22條的提問時，被傳媒看到他身後交叠的手不停顫抖，曾嘗試用左手捉住震動的右手，之後答其他問題時亦有手震。聶德權其後於個人Facebook主動回應，稱回看片段才知原來多次見記者時都有手震，並謂近來睡眠與跑步皆少，會睡好並多些跑步，身體無恙，多謝傳媒關心。醫生指手震可能與遺傳、小腦或壓力有關，其他原因包括飲太多咖啡因飲品，或受藥物影響。

## 榮譽
- 金紫荊星章（G.B.S.）（2022年7月27日）[31]
- 非官守太平紳士（J.P.）（2022年8月12日）[32]
- 官守太平紳士（J.P.）（2003年7月1日－2022年6月30日）[33][34]

## 外部連結
- 公務員事務局局長聶德權於香港政府一站通網頁的介紹（页面存档备份，存于）（繁體中文）

| 官衔          | 官衔                                             | 官衔            |
| ------------- | ------------------------------------------------ | --------------- |
| 前任： 羅智光 | 公務員事務局局長 2020年4月22日－2022年6月30日    | 繼任： 楊何蓓茵 |
| 前任： 譚志源 | 政制及內地事務局局長 2017年7月1日－2020年4月22日 | 繼任： 曾國衞   |
| 政府职务      |                                                  |                 |
| 前任： 袁銘輝 | 食物及衛生局常任秘書長（衛生） 2016年－2017年    | 繼任： 謝曼怡   |
| 前任： 黃偉綸 | 政府新聞處處長 2014年－2016年                    | 繼任： 黃智祖   |
| 前任： 余志穩 | 社會福利署署長 2009年－2013年                    | 繼任： 葉文娟   |